# Томас Гусман
Томас Гусман (ісп. Tomás Guzmán, нар. 7 березня 1982, Асунсьйон) — парагвайський футболіст, що грав на позиції нападника.
Виступав, зокрема, за клуб «П'яченца», а також молодіжну збірну Парагваю.

## Клубна кар'єра
Народився 7 березня 1982 року в місті Асунсьйон. Розпочав займатись футболом в академії клубу «Президенте Гейз». На юнацькому чемпіонаті світу 1999 року Томаса помітили скаути італійського «Ювентуса» і придбали гравця до своєї команди за 2,5 мільярда лір. Спочатку молодий парагваєць грав у молодіжній команді, а у сезоні 2001/02 приєднався до першої команди. Дебютував за першу команду туринців в останній грі групового етапу Ліги чемпіонів, 20 березня 2002 року проти «Арсеналу». Цей матч так і залишився єдиним для Гусмана у тому сезоні.
З 2002 року Гусмана для отримання ігрової практики віддавали в клуби Серії Б «Тернана», «Мессіна» та «Кротоне», а у січні 2006 року теж на правах оренди разом із одноклубниками Нікола Легроттальє та Маттео Паро став гравцем кубу вищого дивізіону «Сієни», де став дублером Енріко К'єзи. Дебютував Гусман у Серії А 22 січня в грі проти «Мілана» і до кінця сезону зіграв 10 матчів, забивши один гол. Як виявилось, ці матчі так і залишились єдиними для Гусмана у вищому італійському дивізіоні.
У 2006 році після того як «Ювентус» через Кальчополі був відправлений до Серії Б, Гусман повернувся в Турин, де новий тренер Дідьє Дешам поставив його півзахисником як альтернативу Павелу Недведу, оскільки на позиції нападника у клубу незважаючи на виліт була дуже велика конкуренція — чемпіони світу Алессандро Дель П'єро та Давід Трезеге, а також перспективні Марсело Салаєта, Валерій Божинов, Раффаеле Палладіно та Себастьян Джовінко. В результаті у першій частині сезону 2006/07 він зіграв усього 3 матчі (одну в чемпіонаті та два в Кубку Італії), а 29 січня 2007 року був відданий в оренду в «Спецію», в якій і завершив сезон, забивши 2 голи в 16 матчах Серії Б.
Після цього протягом 2007—2012 років захищав кольори «П'яченци». Відіграв за клуб з П'яченци наступні чотири з половиною сезони своєї ігрової кар'єри, при цьому 2011 року вилетів з командою до третього дивізіону, після чого сезон 2011/12 почав як капітан команди, а 31 січня 2012 року був відданий в оренду в клуб Серії Б «Губбіо». В кінці сезону став вільним агентом і тривалий час лишався без клубу.
У січні 2013 року він повернувся до Парагваю, підписавши однорічний контракт з клубом «Олімпія» (Асунсьйон), після чого грав за клуби «12 жовтня» та «Спортіво Сан-Лоренсо», де і завершив професійну ігрову кар'єру 2015 року.

## Виступи за збірні
У складі юнацької збірної Парагваю був учасником юнацького чемпіонату світу 1997 року, де дійшов з командою до чвертьфіналу.
У 2001 році в складі молодіжної збірної Парагваю взяв участь в молодіжному чемпіонаті світу в Аргентині, де забив гол і зайняв з командою четверте місце.

## Статистика виступів

### Статистика клубних виступів
| Сезон                | Команда                | Чемпіонат            | Чемпіонат | Чемпіонат | Національний кубок | Національний кубок | Національний кубок | Континентальні кубки | Континентальні кубки | Континентальні кубки | Інші змагання | Інші змагання | Інші змагання | Усього | Усього |
| Сезон                | Команда                | Ліга                 | Ігор      | Голів     | Ліга               | Ігор               | Голів              | Ліга                 | Ігор                 | Голів                | Ліга          | Ігор          | Голів         | Ігор   | Голів  |
| -------------------- | ---------------------- | -------------------- | --------- | --------- | ------------------ | ------------------ | ------------------ | -------------------- | -------------------- | -------------------- | ------------- | ------------- | ------------- | ------ | ------ |
| 2001–02              | «Ювентус»              | A                    | 0         | 0         | КІ                 | 0                  | 0                  | ЛЧ                   | 1                    | 0                    | -             | -             | -             | 1      | 0      |
| 2002–03              | «Тернана»              | B                    | 24        | 2         | КІ                 | 3                  | 0                  | -                    | -                    | -                    | -             | -             | -             | 27     | 2      |
| 2003–04              | «Мессіна»              | B                    | 26        | 5         | КІ                 | 0                  | 0                  | -                    | -                    | -                    | -             | -             | -             | 26     | 5      |
| 2004–05              | «Кротоне»              | B                    | 39        | 8         | КІ                 | 3                  | 1                  | -                    | -                    | -                    | -             | -             | -             | 42     | 9      |
| 2005–06              | «Кротоне»              | B                    | 18        | 4         | КІ                 | 0                  | 0                  | -                    | -                    | -                    | -             | -             | -             | 18     | 4      |
| Усього за «Кротоне»  | Усього за «Кротоне»    | Усього за «Кротоне»  | 57        | 12        |                    | 3                  | 1                  |                      |                      |                      |               |               |               | 60     | 13     |
| 2005–06              | «Сієна»                | A                    | 10        | 1         | -                  | -                  | -                  | -                    | -                    | -                    | -             | -             | -             | 10     | 1      |
| 2006–07              | «Ювентус»              | B                    | 1         | 0         | КІ                 | 2                  | 0                  | -                    | -                    | -                    | -             | -             | -             | 3      | 0      |
| Усього за «Ювентус»  | Усього за «Ювентус»    | Усього за «Ювентус»  | 1         | 0         |                    | 2                  | 0                  |                      | 1                    | 0                    |               |               |               | 4      | 0      |
| 2006–07              | «Спеція»               | B                    | 16+2      | 2         | -                  | -                  | -                  | -                    | -                    | -                    | -             | -             | -             | 18     | 2      |
| 2007–08              | «П'яченца»             | B                    | 13        | 1         | КІ                 | 2                  | 2                  | -                    | -                    | -                    | -             | -             | -             | 15     | 3      |
| 2008–09              | «П'яченца»             | B                    | 31        | 4         | КІ                 | 1                  | 0                  | -                    | -                    | -                    | -             | -             | -             | 32     | 4      |
| 2009–10              | «П'яченца»             | B                    | 14        | 3         | КІ                 | 0                  | 0                  | -                    | -                    | -                    | -             | -             | -             | 14     | 3      |
| 2010–11              | «П'яченца»             | B                    | 36+2      | 6         | КІ                 | 1                  | 0                  | -                    | -                    | -                    | -             | -             | -             | 39     | 6      |
| 2011–12              | «П'яченца»             | ПД                   | 19        | 5         | КІ+КІ ЛП           | 2+0                | 1+0                | -                    | -                    | -                    | -             | -             | -             | 21     | 6      |
| Усього за «П'яченца» | Усього за «П'яченца»   | Усього за «П'яченца» | 113+2     | 19        |                    | 6                  | 3                  |                      | 0                    | 0                    |               |               |               | 121    | 22     |
| 2011–12              | «Губбіо»               | B                    | 16        | 3         | -                  | -                  | -                  | -                    | -                    | -                    | -             | -             | -             | 16     | 3      |
| 2013                 | «Олімпія» (Асунсьйон)  | ПД                   | 12        | 2         | -                  | -                  | -                  | КЛ                   | 3                    | 0                    | -             | -             | -             | 15     | 2      |
| 2014                 | «12 жовтня»            | ПД                   | 23        | 5         | -                  | -                  | -                  | -                    | -                    | -                    | -             | -             | -             | 23     | 5      |
| 2015                 | «Спортіво Сан-Лоренсо» | ПД                   | 11        | 1         | -                  | -                  | -                  | -                    | -                    | -                    | -             | -             | -             | 11     | 1      |
| Усього за кар'єру    | Усього за кар'єру      | Усього за кар'єру    | 308+4     | 52        |                    | 14                 | 4                  |                      | 4                    | 0                    |               |               |               | 330    | 56     |